# ناودن‌هاوتن (اوهایو)
ناودن‌هاوتن (به انگلیسی: Gnadenhutten) یک روستا در ایالات متحده آمریکا است که در شهرستان توسکاراوس، اوهایو واقع شده‌است. ناودن‌هاوتن ۲٫۵۱ کیلومتر مربع مساحت و ۱٬۲۸۸ نفر جمعیت دارد و ۲۵۵ متر بالاتر از سطح دریا واقع شده‌است.